# Eleutherobia unicolor
Eleutherobia unicolor är en korallart som först beskrevs av Kükenthal 1906.  Eleutherobia unicolor ingår i släktet Eleutherobia och familjen läderkoraller. Inga underarter finns listade i Catalogue of Life.